# Amphiura chiajei
Espèce
Amphiura chiajei est une espèce d'ophiures (animaux marins ressemblant à des étoiles de mer souples) de la famille des Amphiuridae, que l'on trouve notamment en Europe.

## Description et caractéristiques
C'est une ophiure au disque assez modeste (rarement plus de 1 cm) mais aux bras très longs, pouvant dépasser 9 cm. Elle est généralement de couleur rouge brique. Le disque est couvert d'écailles centrifuges et laisse bien voir les doubles boucliers brachiaux légèrement plus sombres, suivis par des renflements du disque. Les bras sont eux aussi rouges, avec des plaques dorsales hexagonales discrètement délimitées d'une couleur plus claire, et entourés de quatre à six épines courtes.

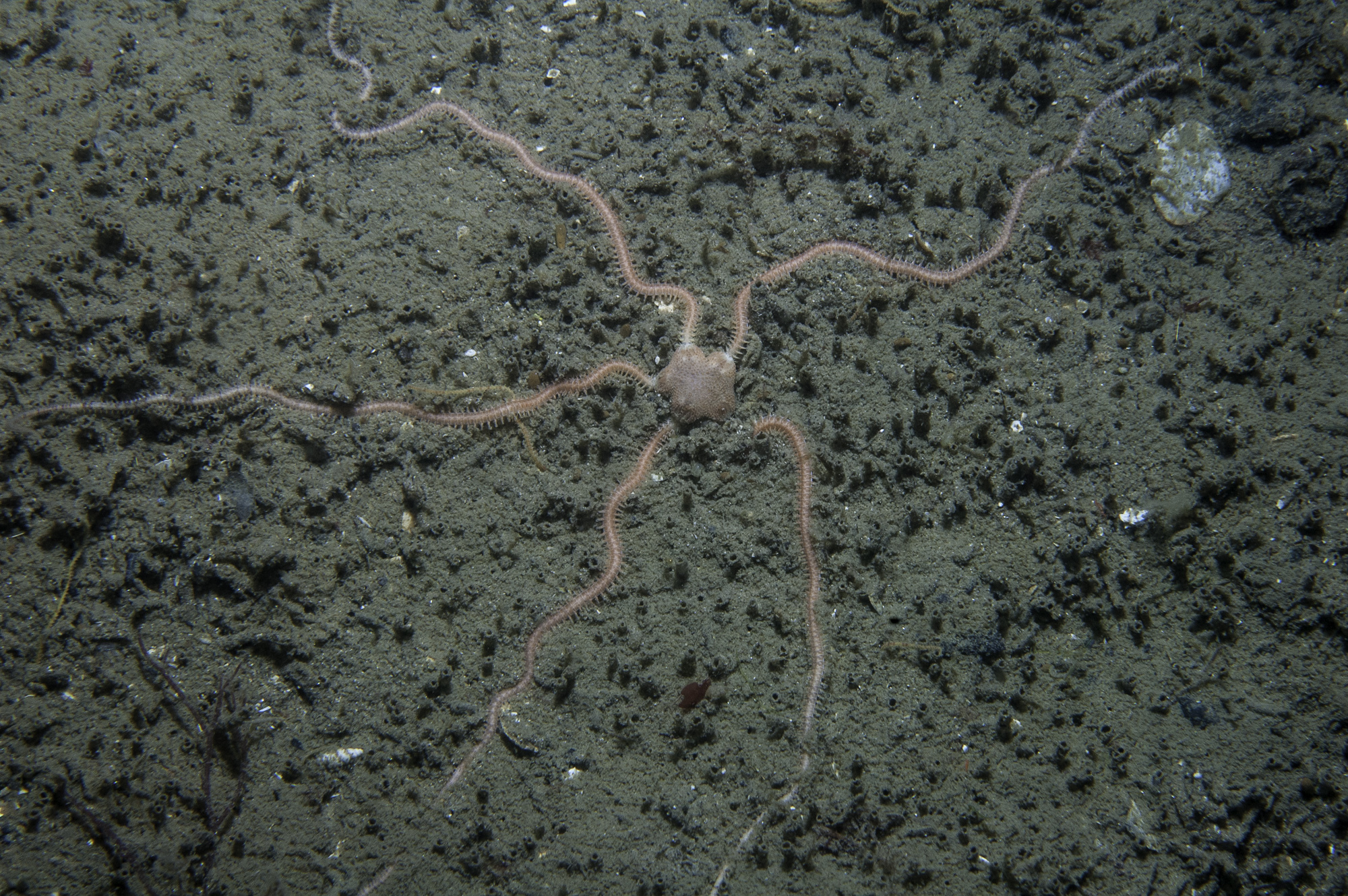
Spécimen in situ.
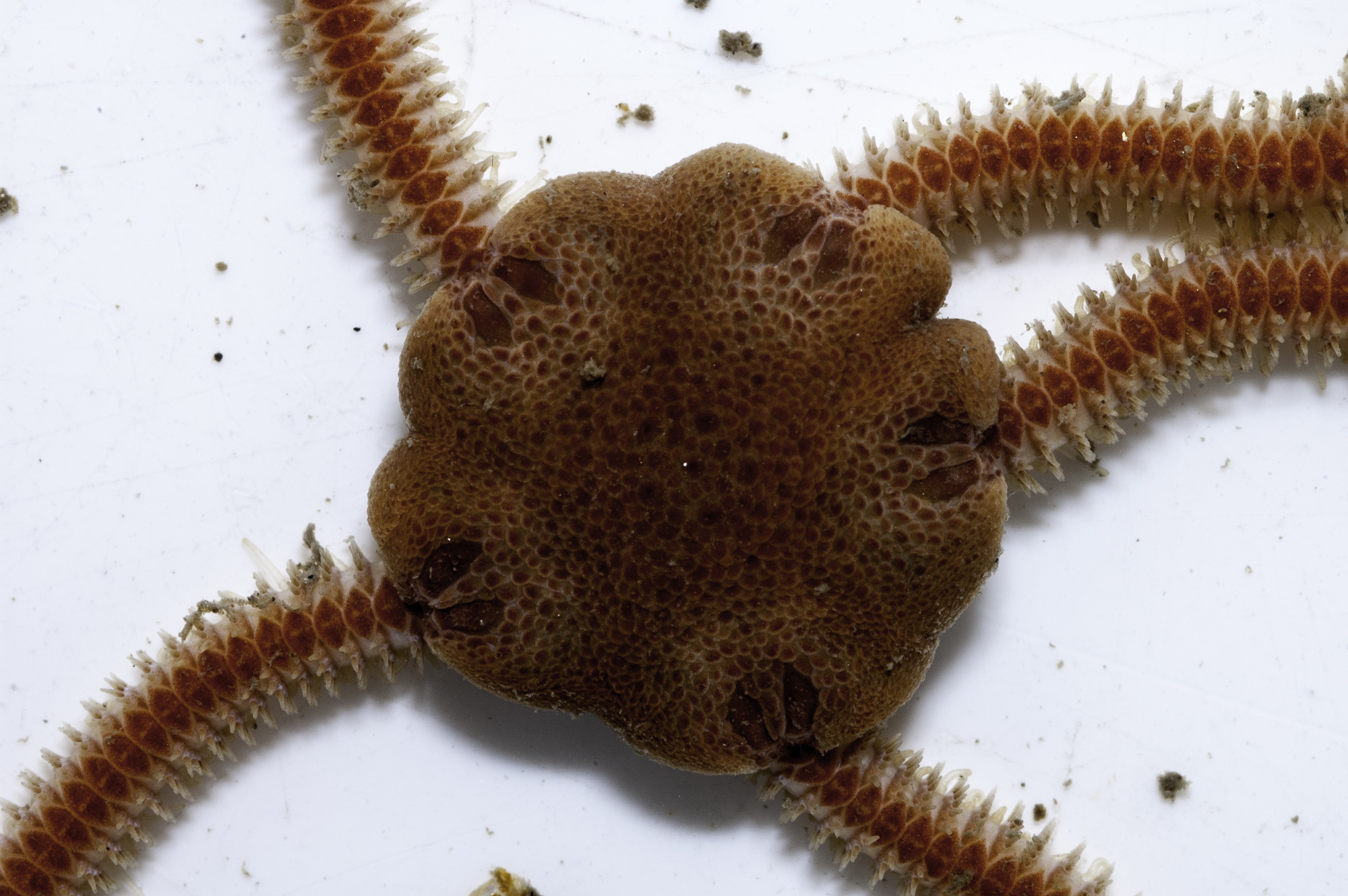
Face dorsale du disque central.
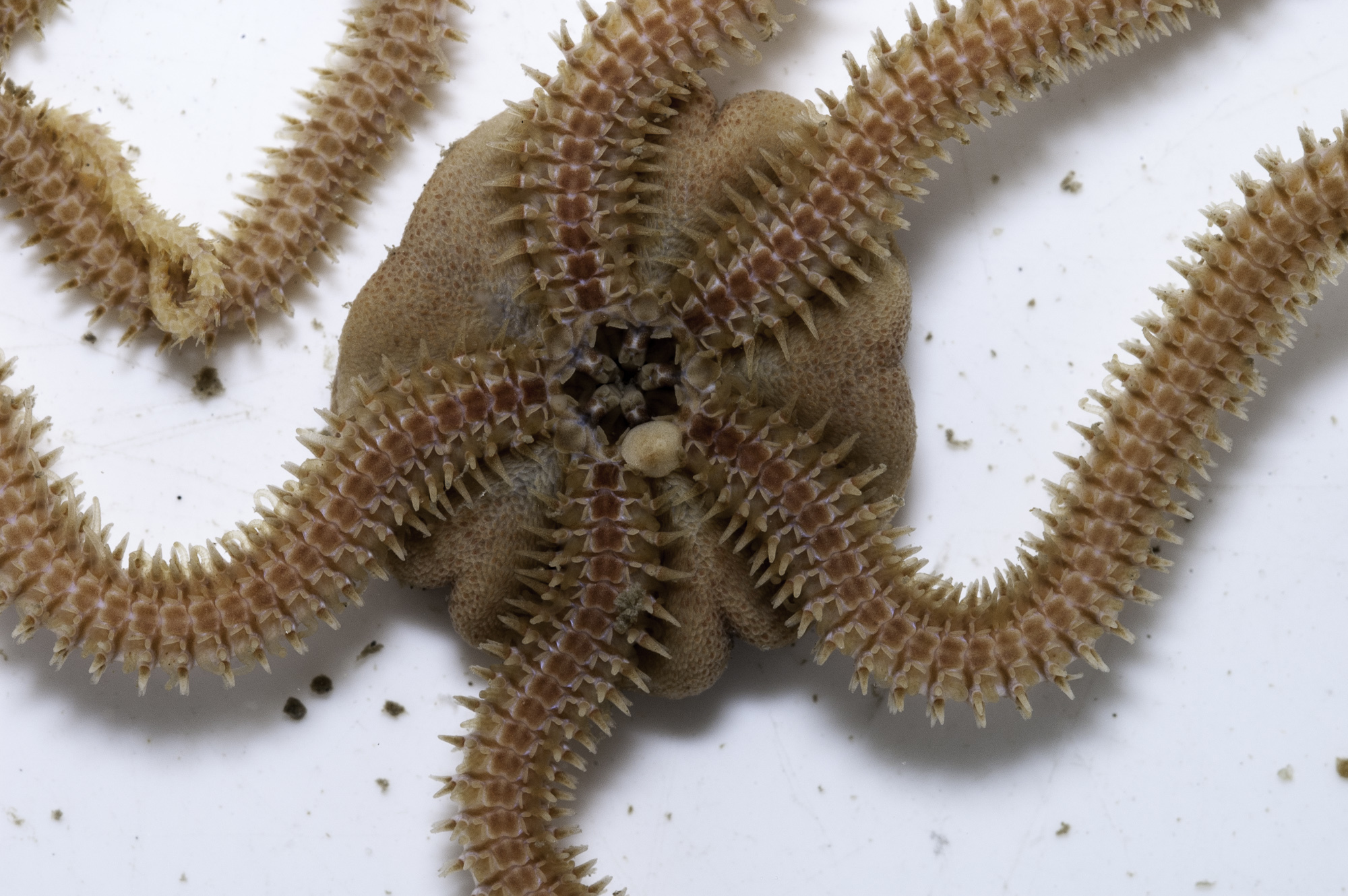
Face orale.
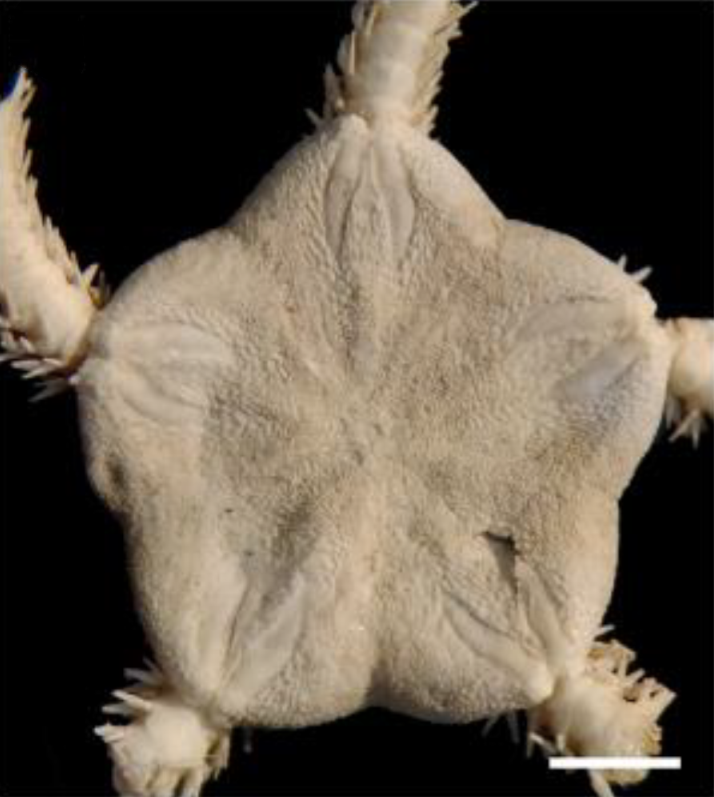
Spécimen séché.
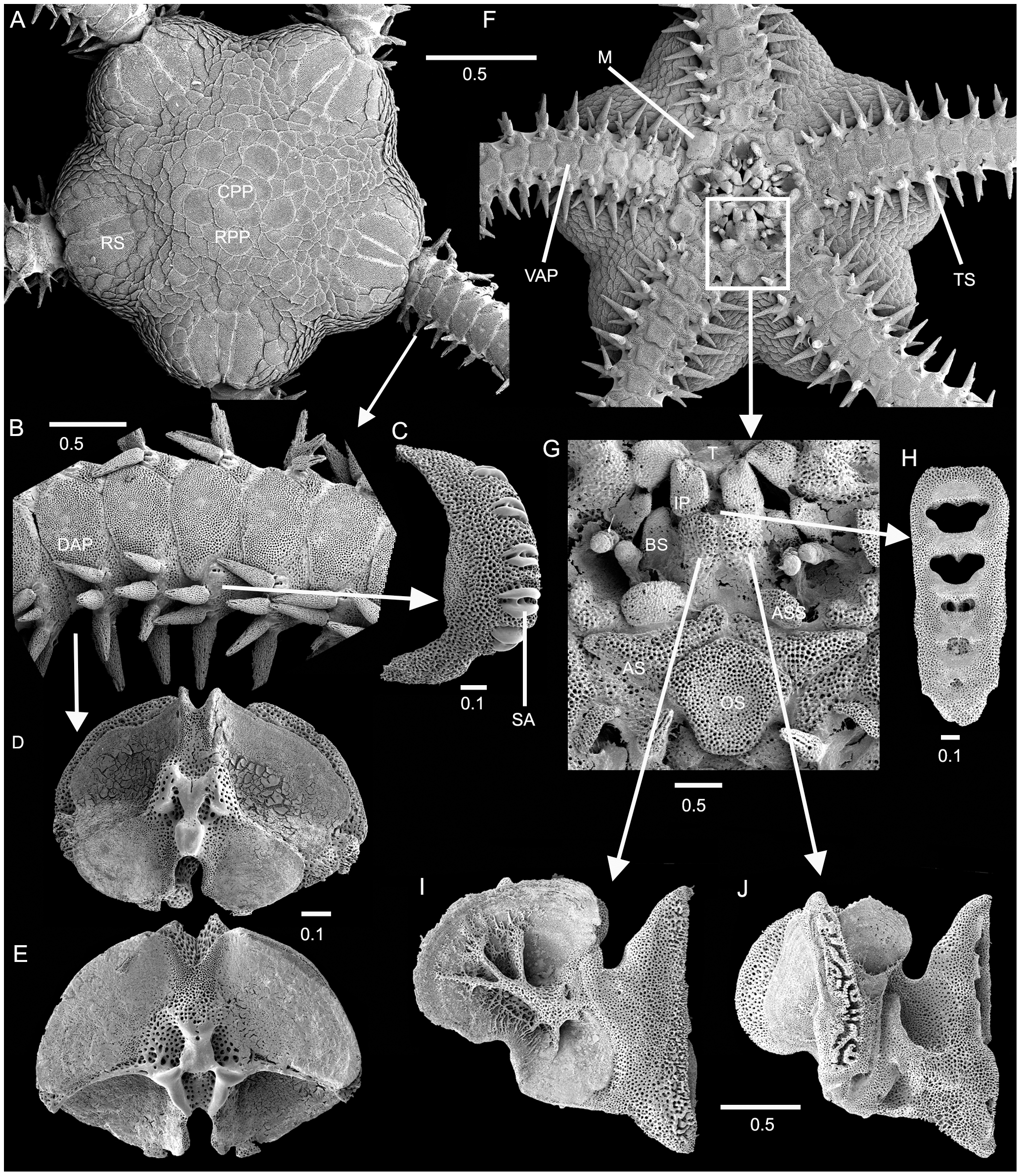
Détails squelettiques.

Cette espèce ne doit pas être confondue avec les autres Amphiuridae qui fréquentent la même région, comme Amphiura filiformis ou Acrocnida brachiata.

## Répartition et habitat
Amphiura chiajei se rencontre dans toute la Méditerranée et l'Atlantique nord-est (jusqu'au nord de la Norvège), entre 2 et 1 200 m de profondeur. Cette ophiure vit dans les sables plus ou moins vaseux, où elle enterre son disque central et ne laisse souvent émerger que ses longs bras pour capturer du plancton.

## Systématique
Le nom valide complet (avec auteur) de ce taxon est Amphiura chiajei Forbes, 1843,.
Amphiura chiajei a pour synonymes :
- Amphiura florifera Forbes, 1843
- Amphiura rancureli Tomasi, 1967

## Étymologie
Son épithète spécifique, chiajei, lui a été donnée en l'honneur du zoologiste italien Stefano Delle Chiaje (1794-1860).

## Publication originale
- (en) Edward Forbes, « On the Radiata of the Eastern Mediterranean. Part I., Ophiuridae », Transactions of the Linnean Society of London, vol. 19, no 2,‎ août 1843, p. 143–153 (ISSN 1945-9432, 1945-9335 et 1945-9432, DOI 10.1111/J.1096-3642.1842.TB00360.X, lire en ligne).